# فیر لیکس (ویرجینیا)
فیر لیکس (به انگلیسی: Fair Lakes) یک منطقهٔ مسکونی در ایالات متحده آمریکا است که در شهرستان فرفکس، ویرجینیا واقع شده‌است. فیر لیکس ۶٫۲۶ کیلومتر مربع مساحت و ۷٬۹۴۲ نفر جمعیت دارد و ۱۲۱٫۹۲ متر بالاتر از سطح دریا واقع شده‌است.